# Arno Breker
Arno Breker (Elberfeld, hoje um bairro de Wuppertal, 19 de julho de 1900 – Düsseldorf, 13 de fevereiro de 1991) foi um arquiteto e artista plástico alemão, tornou-se mundialmente conhecido pelos seus trabalhos artísticos para o Terceiro Reich. Todavia, após 1945, com a derrota do III Reich na Segunda Guerra Mundial, quase toda a sua obra feita até então foi destruída pelos Aliados, tivesse a obra em questão teor político ou não.
Após isso, Breker recebeu uma oferta de Stalin para a realização de um memorial. Com a singela recusa de "um ditador é o suficiente para mim", partiu para outros trabalhos. Recebeu inúmeras comissões internacionais, como uma ao Rei do Marrocos nos anos 1970.
De sua vida pessoal, Breker foi casado duas vezes. Sua primeira esposa, Demetra Messala, uma modelo grega, morreu em 1956 num acidente de carro. Ele se casou novamente em 1958 com Carola Kluge, com quem teve duas crianças: Gerhart (1959) e Carola (1962). Breker foi casado com Kluge até sua morte, em 1991.

## Livros de Breker
- 1983 - Schriften ("Writings") Bonn: Marco-Edition ISBN 3-921754-19-4.
- 1987 - Begegnungen und Betrachtungen ("Encontros e reflexões") Bonn: Marco-Edition ISBN 3-921754-27-5.
- 2000 - Über allem Schönheit ("Acima de toda a beleza") Arnshaugk. ISBN 3-935172-02-8

## Filmes e vídeos
- Arno Breker - Harte Zeit, starke Kunst, de Arnold Fanck, Hans Cürlis, Riefenstahl-Film GmbH, Berlim (1944)
- Arno Breker - Skulpturen und Musik, de Marco J. Bodenstein, 20 minutos, Marco-Edition Bonn.
- Arno Breker - Deutsche Lebensläufe, Farbfilm 60 minutos, Marco-VG, Bonn.
- Paris-Rom-Berlin und Arno Breker, e entrevista com Albert Speer. Farbfilm, 60 minutos, EKS Museum Europäische Kunst, Schloss 52388 Nörvenich.
- Zeit der Götter (1992)

## Portraits (principalmente em bronze)

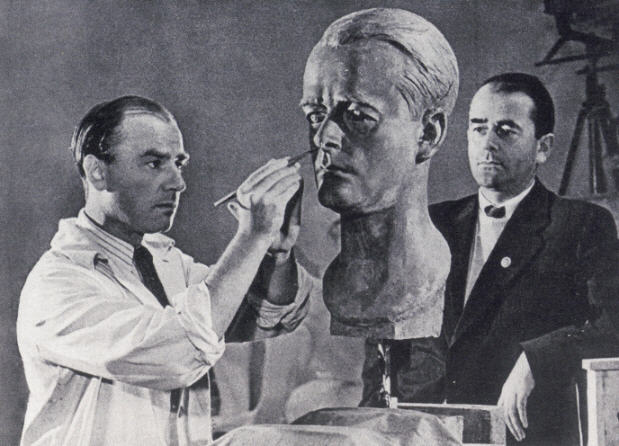
Arno Breker esculpe um retrato de Albert Speer em 1940

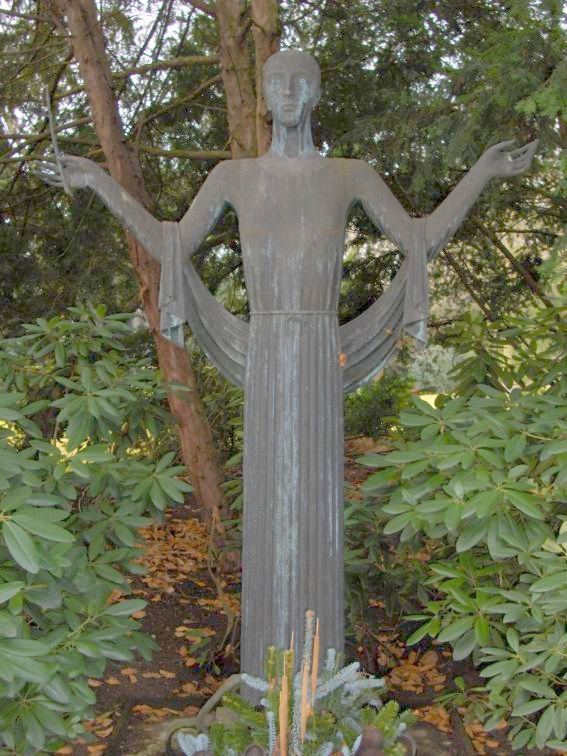
Túmulo de Arno Breker em Düsseldorf

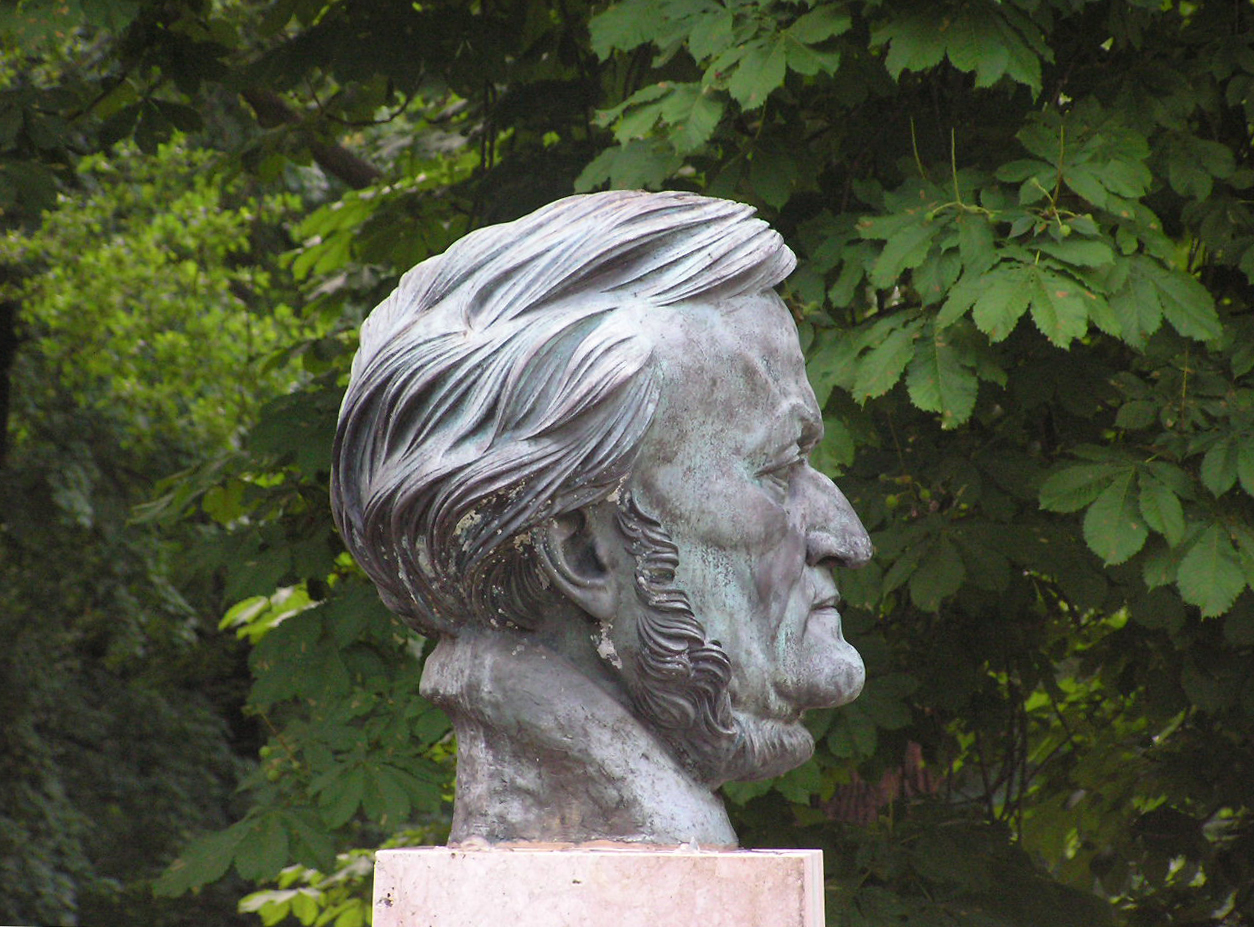
Busto de Richard Wagner em Bayreuth.

| - Baron von Mirbach, 1920 - Friedrich Ebert, Berlin 1924 (primeiro contato governamental) - Walter Kaesbach, Düsseldorf, 1925 - Artur Kaufmann, 1925 - Herbert Eulenberg, 1925/26 - Otto Dix, Paris 1926/27 - Isamu Noguchi, Paris 1927 - Hermann Kesser, 1927 - Moissey Kogan, Paris 1927/28 - Inge Davemann, 1928 - Albert Lindgens, 1928 - Walter Lindgens, 1928 - Illa Fudickar, 1929 - Robert Gerling, 1929 - Arnold von Guilleaume, 1929 - Jean Marchand, 1929 - Mossey Kogan, 1929 - H. R. von Langen, 1929 - Alberto Giacometti - Isolde von Conta, 1930 - Abraham Frohwein, 1930 - Heinrich Heine, 1930 - Edith Arnthal, 1930/31 - Demetra Breker, 1931 - Nico Mazaraki, 1931 - Robert Valancey, Paris 1931 - Prince Georg of Bavaria, 1932 - Andreas von Siemens, Berlin 1932 - Nina Bausch, 1933 - Demetra Breker, 1933 - Olga von Dahlgreen, 1933 - Arthur Kampf, 1933 - Victor Manheimer, 1933 - Nora von Schnitzler, 1933 | - Robert de Valencay, 1933 - Max Liebermann, 1934 - Gottfried Bermann-Fischer, 1934 - Max Baldner, 1934 - Kurt Edzard, 1934 - Graf von Luckner, 1934 - Anne-Marie Merkel, 1934/35 - Pütze von Siemens, 1934/35 - Kurt Edzard, 1935 - Anne-Marie Merkel, 1935 - Pütze von Siemens, 1935/36 - Carl Friedrich von Siemens, 1936 - Leo von König, 1936 - Joseph Goebbels, 1937 - Paul von Hindenburg, 1937 - Wolfgang Reindl, 1938 - Adolf Hitler, 1938 - Richard Wagner, 1939 - Gerda Bormann (wife of Martin Bormann), 1940 - Edda Göring (daughter of Hermann Göring), 1941 - Albert Speer, 1941 - Margarete Speer (wife of Albert Speer), 1941 - Bernhard Rust - Erika Baumker (wife of Adolf Baumker), approx 1941 - Gerhart Hauptmann, 1942 - Serge Lifar, 1942/43 - Aristide Maillol, 1942/43 - Alfred Cortot, 1942/43 - Abel Bonnard, 1943 - Wilhelm Kreis, 1943 - Maurice de Vlaminck, 1943 - Claude Flammarion, 1944 - Gottfried Ude-Bernays, 1945 - Johannes Bork, 1946 | - Lothar Albano Müller, 1950 - Ludwig Hölscher, 1952 - Gustav Lindemann, 1952 - Wilhelm Kempff, 1953 - Imperador Haile Selassie I da Etiópia, 1955 - Rolf Gerling, 1956 - Hans Gerling - Friedrich Sieburg, 1961 - Jean Cocteau, 1963 - Jean Marais, 1963 - Henry de Montherlant, 1964 - Marcel Pagnol, 1964 - Roger Peyrefitte, 1964 - Jeanne Castel, 1964 - Paul Morand, 1965 - Jacques Benoist-Méchin, 1965 - Henry Picker - André Dunoyer de Segonzac, 1966 - Marcel Midy - Ezra Pound, 1967 - King Mohammed V of Morocco - Princess Ira von Fürstenberg - Louis-Ferdinand Céline, 1970 - Salvador Dalí, 1974/75 - Ernst Fuchs, 1976/77 - Leopold Sedar Senghor, 1978 - Anwar El Sadat, 1980 - Ernst Jünger, 1981/82 - Richard Wagner, Cosima Wagner, Franz Liszt, 1982 - Heinrich Heine, 1983 - Peter und Irene Ludwig, 1986/1987 - Gerhard Hauptmann, 1988 - Arno Breker, Selfportrait, 1991 |

## Esculturas de 1935 a 1945
- Prometeu (1935)

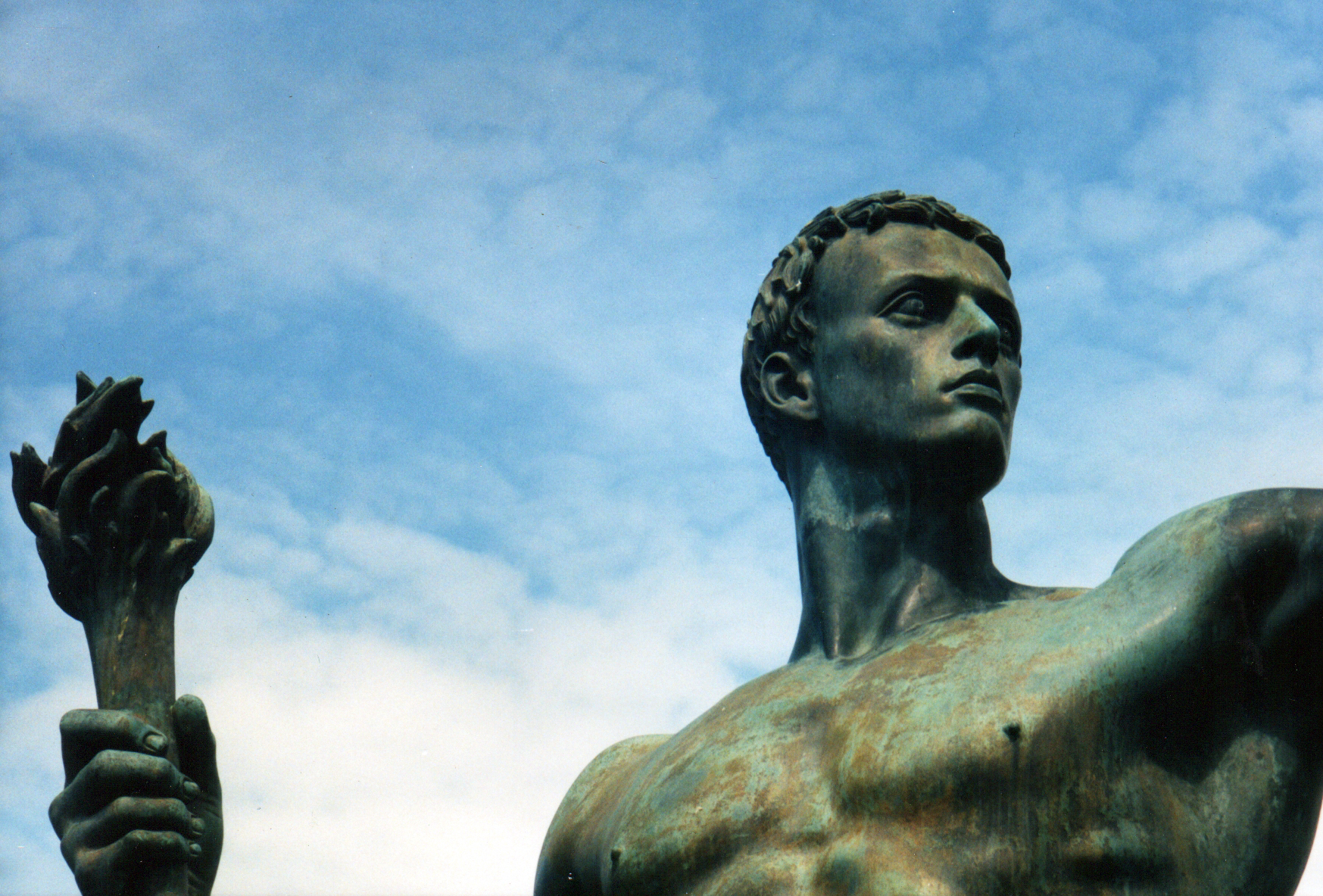
Die Partei, a estátua de Breker "Die Partei", representando o espírito do Partido Nazista que flanqueava um lado da entrada da carruagem da nova Chancelaria do Reich de Albert Speer.

- Relief am Gebäude der Lebensversicherung Nordstern, Berlim (1936)
- Der Zehnkämpfer fürs Olympia-Stadion, Berlim (1936, Silvermedal)
- Die Siegerin fürs Olympia-Stadion, Berlim (1936)
- Dionysos fürs Olympia-Dorf, Berlim (1936)
- Der Verwundete (1938)
- Der Rosseführer (1938)
- Anmut (1938)
- Fackelträger („Die Partei“) em Hof der Neuen Reichskanzlei (1939)
- Schwertträger („Die Wehrmacht“) em Hof der Neuen Reichskanzlei (1939)
- Schreitende Pferde, Gartenfront, Neue Reichskanzlei (1939)
- Der Künder (1939)
- Der Wäger (1939)
- Bereitschaft (1939)
- Der Rächer (1940)
- Kameraden (1940), Breker-Museum
- Bannerträger (1940)
- Abschied (1940)
- Vernichtung (1940)
- Opfer (1940)
- Schreitende (1940)
- Der Wächter (1941)
- Psique (1941)
- Berufung (1941)
- Der Sieger (1942)
- Kniende (1942)
- Eos (1942)
- Flora (1943)
- Heros (1943)